# Handball Cercle Nîmes
El Handball Cercle Nîmes fou un club francès d'handbol femení, fundat l'any 1971 a Nimes.

## Palmarès
- 2 Challenge Cup: 2001 i 2009

- Finalista de la Copa de França els anys 1999 i 2003
- Campiones de la segona divisió francesa l'any 1997

## Entrenadors
- Maurice Mandin : -1995
- Alain Portes : 1995-2004
- Jean-Luc Pagès : 2004-2005
- Manuela Ilie : 2005-2012
- Christophe Chagnard : 2012-2016